# Platypeza cinerea
Platypeza cinerea är en tvåvingeart som beskrevs av Snow 1894. Platypeza cinerea ingår i släktet Platypeza och familjen svampflugor. Inga underarter finns listade i Catalogue of Life.